# Emerencia
Az Emerencia latin eredetű női név, jelentése: érdemekben gazdag. Becézése: Emer, Emerka.

## Rokon nevek
- Emerka:[1] az Emerencia magyar becenevéből önállósult.[2]

## Gyakorisága
Az 1990-es években az Emerencia és az Emerka szórványos név, a 2000-es években nem szerepelnek a 100 leggyakoribb női név között.

## Névnapok
Emerencia, Emerka
- január 23.[2]

## Híres Emerenciák, Emerkák
- Szent Emerencia, a hagyomány szerint Szűz Mária nagyanyja
- Szeredás Emerenc, Szabó Magda Az ajtó című regényének (és az abból készült Az ajtó című filmnek) egyik főszereplője